# نيقولا فاشيو دي دوييه
نيقولا فاشيو دي دوييه (26 فبراير 1664 – 12 مايو 1753) هو رياضياتي سويسري، عُرف بأعماله حول مسألة الضوء البروجي، ولكونه صديق مقرب لإسحاق نيوتن، ودوره في النزاع بين نيوتن ولايبنتز حول أسبقية اختراع التفاضل والتكامل ولوضعه نظرية ظل الجاذبية. كما وضع طريقة لتثقيب المجوهرات لاستخدامها في الساعات وحصل على براءة اختراع لهذه الطريقة. اختير دي دوييه زميلاً للجمعية الملكية في 2 مايو 1688.

## روابط خارجية
- نيقولا فاشيو دي دوييه على موقع الموسوعة البريطانية (الإنجليزية)